# Estación Mangoré
Mangoré era una estación ferroviaria ubicada en el departamento Castellanos, provincia de Santa Fe, Argentina.

## Servicios
La estación correspondía al Ferrocarril General Bartolomé Mitre de la red ferroviaria argentina.
Fue clausurada en 1961 a causa del Plan Larkin. Se encuentra en estado de abandono.